# Црква Свете Преподобне мати Параскеве у Лучану
Црква Свете Преподобне мати Параскеве у Лучану, насељеном месту на територији Општине Бујановац, православни је храм који припада Епархији врањској Српске православне цркве.
Црква посвећена Светој Преподобној мајци Параскеви, према историјским подацима, ћесар Угљеша је цркву даривао манастиру Хиландару 1400. године. Првобитна црква постојала је све до српско-турског рата 1878. године када је, због одлуке Берлинског конгреса да овај простор остане на територији Османског царства, потпуно срушена.
Нажалост, због свог положаја (налази се у етнички чисто албанском селу), била је изложена и у Другом светском рату разарању и уништавању. Последња обнова ове цркве извршена је 1935 — 1936. године. Зидана је тесаним каменом и живописана. Од живописа се данас виде остаци само на делу западног и јужног зида.